# Eulasia pietschmanni
Eulasia pietschmanni là một loài bọ cánh cứng trong họ Glaphyridae. Loài này được Breit miêu tả khoa học năm 1919.